# UEFA Super Cup 2025
Der UEFA Super Cup 2025 zwischen Paris Saint-Germain, dem Gewinner der UEFA Champions League 2024/25, und Tottenham Hotspur, dem Gewinner der UEFA Europa League 2024/25, wurde am 13. August 2025 im Stadio Friuli in Udine ausgetragen.
Real Madrid war Titelverteidiger, schied aber im Viertelfinale der UEFA Champions League 2024/25 aus.

## Spieldaten
| Paris Saint-Germain                                   | Paris Saint-Germain | Tottenham Hotspur | Tottenham Hotspur |
| ----------------------------------------------------- | --- | --- | ----------------- |
| Paris Saint-Germain                                   | \| Finale \| \| 13. August 2025 um 21:00 Uhr in Udine (Stadio Friuli) \| \| Ergebnis: 2:2 (0:2), 4:3 i. E. \| \| Schiedsrichter: João Pinheiro ( Portugal) 1 \| \| Spielbericht \| | \| Finale \| \| 13. August 2025 um 21:00 Uhr in Udine (Stadio Friuli) \| \| Ergebnis: 2:2 (0:2), 4:3 i. E. \| \| Schiedsrichter: João Pinheiro ( Portugal) 1 \| \| Spielbericht \| | Tottenham Hotspur |
| Paris Saint-Germain                                   | Lucas Chevalier – Achraf Hakimi, Marquinhos , Willian Pacho, Nuno Mendes – Désiré Doué ( 77. Gonçalo Ramos), Vitinha, Warren Zaïre-Emery ( 68. Lee Kang-in) – Bradley Barcola ( 68. Ibrahim Mbaye), Ousmane Dembélé, Chwitscha Kwarazchelia ( 60. Fabian) Cheftrainer: Luis Enrique ( Spanien) | Guglielmo Vicario – Micky van de Ven, Kevin Danso, Cristian Romero , Pedro Porro – Pape Sarr ( 90. Lucas Bergvall), Rodrigo Bentancur, João Palhinha ( 72. Archie Gray) – Djed Spence, Richarlison ( 72. Dominic Solanke), Mohammed Kudus ( 79. Mathys Tel) Cheftrainer: Thomas Frank ( Dänemark) | Tottenham Hotspur |
| Paris Saint-Germain                                   | 1:2 Lee (85.) 2:2 Ramos (90.+4') | 0:1 van de Ven (39.) 0:2 Romero (48.) | Tottenham Hotspur |
| Paris Saint-Germain                                   | Elfmeterschießen | | Tottenham Hotspur |
| Paris Saint-Germain                                   | Vitinha (Elfmeter verschossen) 1:2 Ramos 2:2 Dembélé 3:2 Lee 4:3 Mendes | 0:1 Solanke 0:2 Bentancur van de Ven (Elfmeter gehalten) Tel (Elfmeter verschossen) 3:3 Porro | Tottenham Hotspur |
| Paris Saint-Germain                                   | Barcola (56.), Pacho (58.), Dembelé (90.) | Richarlison (53.) | Tottenham Hotspur |
| Finale                                                | | |                   |
| 13. August 2025 um 21:00 Uhr in Udine (Stadio Friuli) | | |                   |
| Ergebnis: 2:2 (0:2), 4:3 i. E.                        | | |                   |
| Schiedsrichter: João Pinheiro ( Portugal) 1           | | |                   |
| Spielbericht                                          | | |                   |